# Fundição (metalurgia)

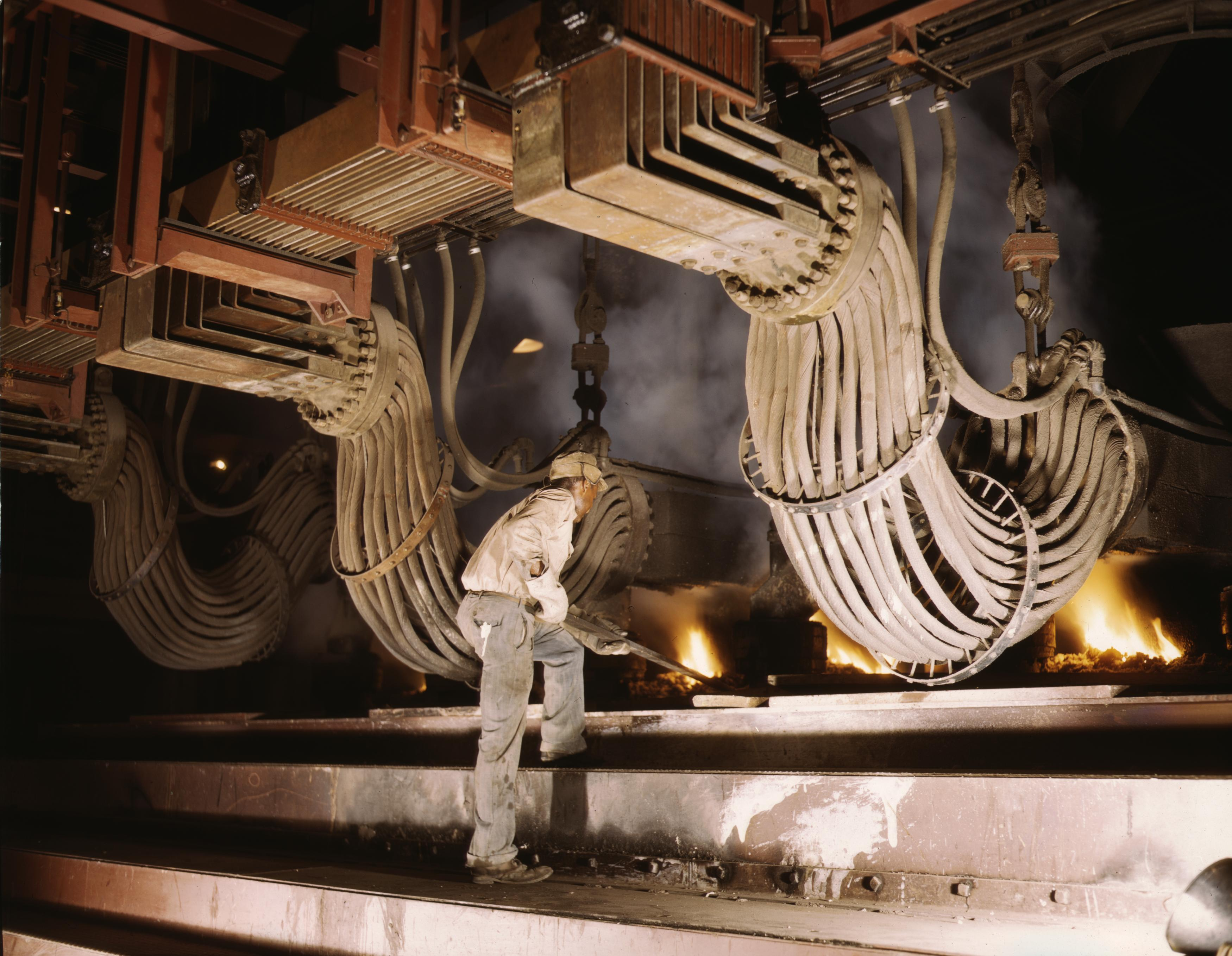
O processo de fundição

Fundição em metalurgia é a técnica utilizada para produzir metal pelo processo de redução. No Brasil, o termo fundidor, também no inglês smelter, é usualmente utilizado para designar uma unidade produtiva de alumínio primário através da redução eletrolítica da alumina. Um fundidor de alumínio convencional opera com linhas de cubas eletrolíticas ligadas em série à rede elétrica a fim de prover a eletricidade necessária para que o processo de redução da alumina ocorra.
A produção de alumínio segue as bases do processo de processo Hall-Héroult, através do qual uma corrente elétrica passa através de uma solução solubilizada de alumina dentro de uma cuba eletrolítica. O processo requer grandes quantidades de energia para que haja a redução. Para ser viável economicamente, um fundidor deve ser instalado onde haja uma disponibilidade de fornecimento de energia elétrica a um custo baixo, o que conduz muitas empresas a possuírem usinas de produção de energia elétrica próprias.
O Brasil possui sete fundidores de alumínio, a maioria deles integrados a uma refinaria de alumina e operados por empresas privadas. São eles:
- Albrás - operado pela Vale S.A.
- Alumar - operado pela Alcoa e com participação acionária da BHP Billiton.
- Poços de Caldas - operado pela Alcoa.
- Valesul - operado pela Vale S.A.
- CBA - Operado pela Votorantim
- Ouro Preto - operado pela Novelis.
- Aratu - operado pela Novelis.